# Parc national de Brasilia
Le parc national de Brasilia (en portugais : Parque Nacional de Brasília) est un parc national situé au nord-ouest du District fédéral et au centre de l'État de Goiás, au Brésil. Le parc couvre une superficie de 423,83 km2, avec un territoire réparti sur les régions administratives de Brazlândia, Brasília et Sobradinho pour le District fédéral et sur la municipalité de Padre Bernardo, pour le Goiás. Il est administré par l'Institut Chico Mendes de conservation de la biodiversité (ICMBio). Il s’agit du plus grand parc en zone urbaine au monde.

## Histoire
La création du parc, le 29 novembre 1961, était régie par un décret fédéral du Brésil couvrant une superficie de 28 000 ha (30 000 ha étaient initialement proposés) s'étendant sur une plage d'altitude de 700 à 1 300 m. Il appartient à la catégorie II de l'UICN. Elle est directement liée au développement de Brasilia. Selon le ministère de l'Agriculture, le parc a été protégé pour fournir une zone boisée autour de la capitale nationale du Brésil. En 1994, soixante-dix pour cent du parc a brûlé.

## Géographie

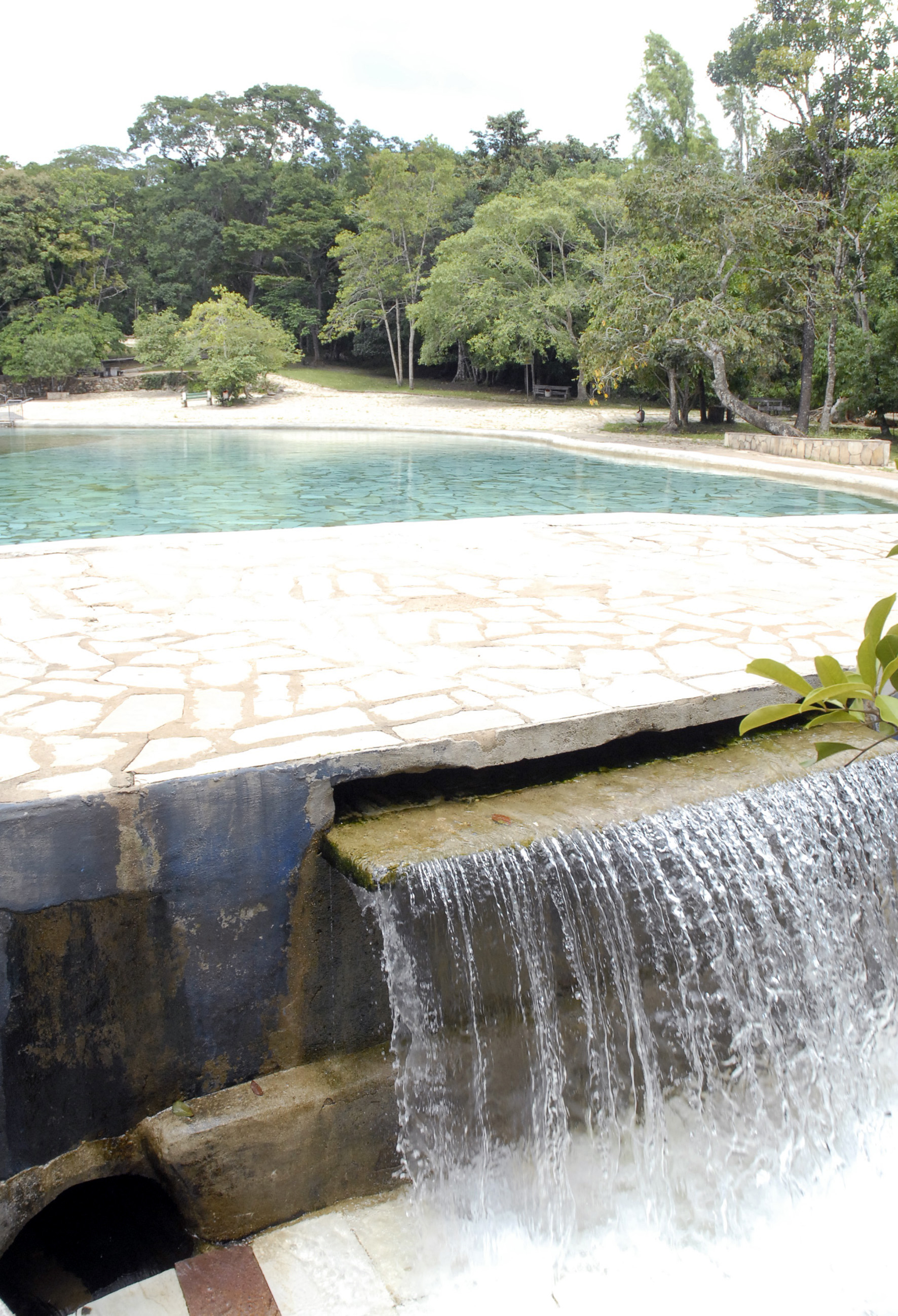
Réservoir dans le parc

Le parc se trouve au nord-ouest du District fédéral, dans la région centre-ouest du Brésil. Ses limites ont été fixées et clôturées. Du point de vue du développement, le parc est divisé en zones Immatérielle, Primitive, Extensives, Intensive, Spéciale et de Récupération.[réf. nécessaire]
Le terrain est un plateau vallonné avec des formations géologiques de quartzites et de calcaire. Il possède de nombreuses grottes et plusieurs sources. Outre ces sources, un reservoir approvisionne aussi en eau le parc. Les caractéristiques les plus marquantes du parc sont les bassins formés à partir de puits d’eau. Plusieurs ruisseaux traversent le parc, notamment les ruisseaux Bananal, Torto et Santa Maria. En raison du grand nombre de sources, son surnom est Agua Mineral (eau minérale) ; l'eau aurait des propriétés curatives. De nombreux sentiers de randonnée traversent le parc.

## Climat
Le climat de la région, selon la classification de Köppen, est celui d'une « savane tropicale ». La saison des pluies commence en octobre et se termine en avril, représentant 84 % du total annuel. Le trimestre le plus humide s'étend de novembre à janvier, et décembre est le mois où les précipitations sont les plus élevées de l'année. La saison sèche s'étend de mai à septembre, et le trimestre le plus sec se situe en juin, juillet et août, lorsque les précipitations ne représentent que 2 % du total annuel. En termes de précipitations moyennes annuelles totales, le District fédéral varie entre 1 200 à 1 700 mm. Le parc lui-même a une incidence annuelle moyenne de précipitations de 1 675 mm. La température annuelle moyenne signalée est de 20,6 °C. Les vents d'est dominent dans le parc.

## Flore

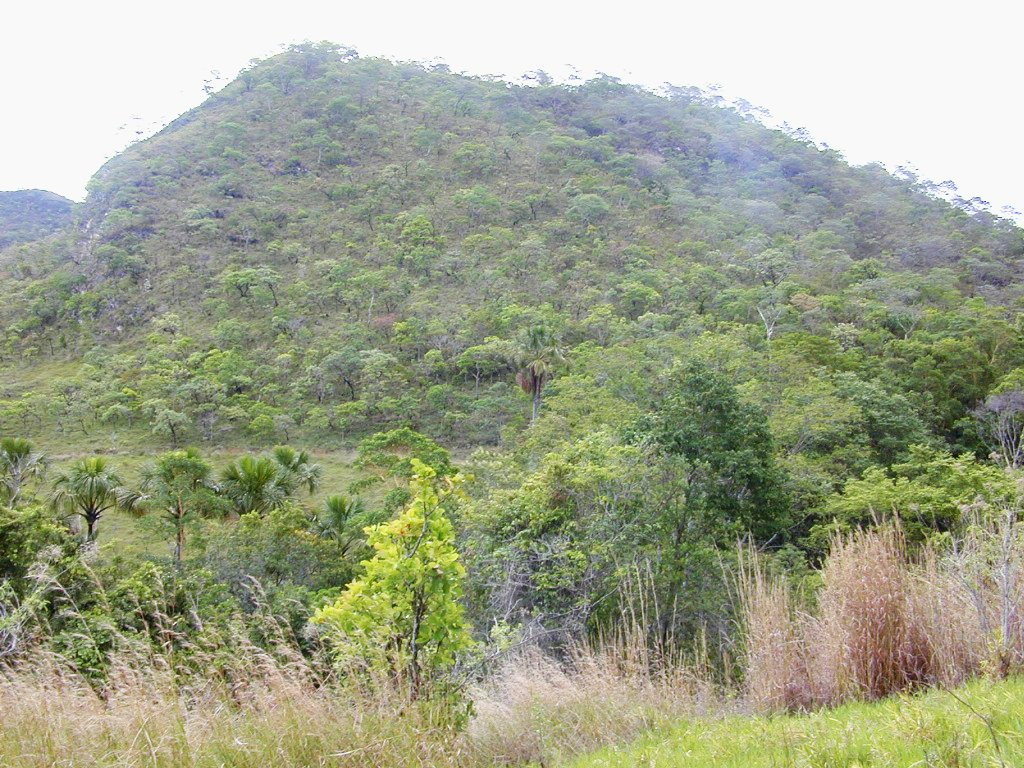
Forêts du Cerrado dans le parc

Les arbres du Cerrado ou savane des hautes terres, la végétation dominante dans les régions centrales du Brésil, constituent la zone centrale de ce parc. Cependant, la végétation autour des sources et des ruisseaux est de type Campo Cerrado, constituée de forêts galeries. Ces zones relèvent de la réserve de biosphère déclarée par l'UNESCO. Les espèces végétales signalées dans le parc sont le Palmier-bâche et de nombreuses espèces de Velloziaceae (une famille de plantes à fleurs monocotylédones). Le parc a créé une pépinière forestière et gère également un centre d'éducation environnementale.

## Faune
Les espèces fauniques signalées dans le parc sont : le Loup à crinière, le Cerf des pampas, le Tamanoir, le Chien des buissons, la Loutre géante, le Tatou géant, le Singe hurleur noir, le Lapin du Brésil, Juscelinomys candangus, le cavy (Galea spixii) et le Tégu commun. Sont également signalés le Ouistiti à pinceaux noirs, le Capybara, le Jaguar, le cochon sauvage et le Puma,.
On compte parmi les reptiles le Mussurana (« muçurana portugais ») et le Jararaca.
Les oiseaux comprennent le Nandou, le Cariama huppé, le Balbuzard pêcheur, le Sarcoramphe roi, la Buse solitaire, les Sporophiles crassirostre et curio, le Tinamou tacheté, l'Urubu à tête jaune, le Geai à plumet, la Chevêche des terriers et le Toucan toco.